# Jordan Carver
Jordan Carver (30 de janeiro de 1986) é uma modelo glamour e atriz alemã, que mora atualmente nos Estados Unidos, onde tem maior fama.

## Juventude
Depois de se formar na escola secundária e escola profissional, Jordan trabalhou como gerente de hotel, mas depois decidiu entrar no mundo da moda. Antes de sua fama, Jordan também trabalhou por trás das cenas como esteticista e maquiadora para uma grande empresa de cosméticos francesa. Eventualmente, Jordan encontrou um fotógrafo experiente que a encorajou a se tornar um modelo. Ela concordou, e pelo final dos anos 2000, Jordan se mudou para os Estados Unidos para prosseguir com trabalhos de modelo, estabelecendo-se em Los Angeles, Califórnia.

## Carreira
Em janeiro de 2010, Jordan lançou sua carreira de modelo com seu próprio site com fotos glamour, vídeos e outros conteúdos. Além de seu próprio conteúdo exclusivo, Jordan começou posando para publicações de revistas em 2011. Jordan se tornou sucesso devido ao grande tamanho dos seios emparelhado com sua figura de forma magra. Em fevereiro, Jordan posou para a revista masculina britânica, Zoo Weekly. Em junho de 2011, Jordan posou nua para a revista fetiche italiano, Alula. Ao mesmo tempo, Jordan estava recebendo publicidade na mídia na Alemanha.
Jordan foi destaque na revista alemã Bild, que a proclamou como "Yoga-Jordan", devido a seus exercícios de ioga. Em janeiro de 2012, Jordan foi destaque no tabloid e no show de televisão de entretenimento americano TMZ. No final de 2012, Jordan divulgou um treino DVD de ioga que se tornou disponível, tanto nos Estados Unidos e na Europa.
Além de suas características em publicações, Jordan também apareceu em muitos vídeos do YouTube e do WGN Morning News em Chicago.
Em 2013, Jordan fez sua estréia na comédia alemão-americano Who Killed Johnny, no qual ela estrelou como um modelo alemão ingênua chamada Gudrun. De julho a agosto de 2013, Jordan participou no reality show alemão Wild Girls - Auf High Heels durch Afrika (Wild Girls - em saltos altos através da África, em português), em que ela, juntamente com outros participantes viviam nos desertos da Namíbia com os povos indígenas. Jordan foi votada para sair do showe em 14 de agosto e voltou para casa.